# Lakota
Lakota je občutenje potrebe po hrani. Gre za zapleten mehanizem, ki ga posreduje telo, ko v organizmu pride do pomanjkanja hrane. Lakoto je treba ločiti od teka (apetita), ki je želja po posebni hrani in se lahko pojavi brez občutenja lakote.

## Fiziologija
Občutenje lakote in sitosti uravnavajo nevroni v hipotalamusu. Ločimo dva centra: center za lakoto, ki leži v lateralnem predelu hipotalamusa in center za sitost, ki leži v ventromedialnem delu. Različni substance in dražljaji vplivajo na delovanje teh dveh centrov.
Občutek sitosti se pojavi pri raztezanju želodca in zaradi delovanja različnih substanc na centra v hipotalamusu. Te substance so na primer: serotonin, holecistokinin, insulin, leptin ...
Lakoto povzroči delovanje sledečih substanc na hipotalamus: nevropeptid Y, oreksin A in B, enkefalin, β-endorfin, galanin ...